# Heinz Berggruen

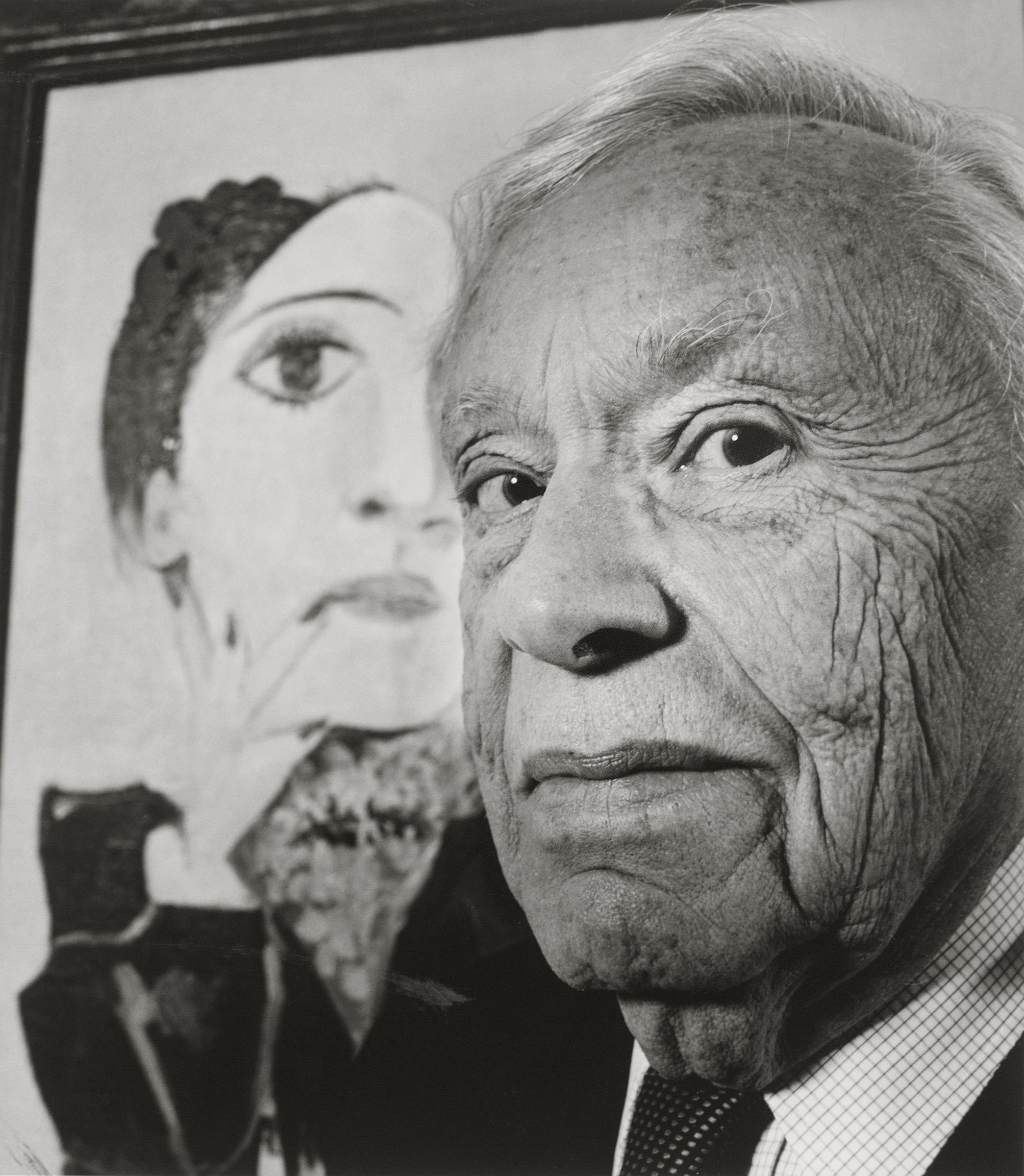
Heinz Berggruen fotografiert von Oliver Mark vor Pablo Picassos Dora Maar mit grünen Fingernägeln aus dem Jahre 1936 (Berlin 2000)

Heinz Berggruen (* 6. Januar 1914 in Berlin-Wilmersdorf; † 23. Februar 2007 in Paris) war einer der bedeutendsten deutschen Kunstsammler und Galeristen des 20. Jahrhunderts sowie Kunsthändler, Mäzen, Autor und Journalist.
In der Zeit des Nationalsozialismus wurde Berggruen als Abkömmling einer Familie jüdischen Glaubens von den deutschen Behörden verfolgt und gezwungen, Deutschland zu verlassen. Seine deutsche Staatsbürgerschaft wurde ihm entzogen. Sechzig Jahre nach seiner Emigration im Jahre 1936 kehrte er wieder nach Deutschland zurück und verkaufte in einer „Geste der Versöhnung“ der Stadt Berlin bzw. dem deutschen Staat seine Gemäldesammlung zum Preis von 253 Mio. DM. Die Sammlung umfasst etwa 200 Kunstwerke der klassischen Moderne von Künstlern wie Picasso, Matisse, Klee und Alberto Giacometti. Berlin stellte für die Sammlung den westlichen Stülerbau zur Verfügung, der in das Museum Berggruen verwandelt wurde. Vor allem wegen dieser Geste wurde Berggruen im Jahr 2004 in einem Festakt, an dem zahlreiche Prominente teilnahmen, zum Ehrenbürger Berlins ernannt.

## Leben
Heinz Berggruen war der Sohn des Ludwig Berggruen und der Antonie, geb. Zadek. Der Vater stammte aus Nakel, Kreis Wirsitz im Regierungsbezirk Bromberg, die Mutter aus der Stadt Bromberg in der preußischen Provinz Posen. Sie hatten ein Papier- und Schreibwarengeschäft in Wilmersdorf, Olivaer Platz, dessen Nähe zum Kurfürstendamm auch viele ausländische Kunden anzog, was wiederum der junge Berggruen sehr anziehend fand. Er beschrieb seinen Vater als „sehr, sehr sanftmütig“ und seine Mutter als „höchst energisch“. Auf der Goethe-Schule in Wilmersdorf, dem sogenannten Goethe-Reform-Realgymnasium, hatte er neun Jahre Französischunterricht; später wurde Französisch zu seiner Hauptsprache. Berggruen begann 1932 sein Studium der Literaturwissenschaft und Kunstgeschichte an der Friedrich-Wilhelms-Universität zu Berlin und setzte es später an den Universitäten Grenoble (heute: Université Stendhal) und Toulouse fort. Nach zwei Jahren holte ihn seine Mutter wieder zurück nach Deutschland – ungeachtet des Nationalsozialismus, den die Berggruens wie viele andere auch zunächst nicht ernst nahmen. Im Anschluss an den Magisterabschluss absolvierte er ein Volontariat bei einer jüdischen Wochenzeitung in Berlin mit dem Berufsziel eines Journalisten und Schriftstellers. Danach schrieb er 1935 kurze Zeit für die Frankfurter Zeitung. Seine Artikel durften allerdings aufgrund seiner jüdischen Herkunft nicht mehr unter seinem vollen Namen erscheinen, sondern wurden stattdessen mit seinen Initialen gekennzeichnet.

### Emigration 1936
Er erhielt 1936 ein einjähriges Stipendium an der Berkeley University in Kalifornien und blieb im Anschluss daran in den USA. 1939, drei Jahre später, heiratete er Lillian Zellerbach, die Tochter eines Papierfabrikanten in San Francisco. Währenddessen arbeitete er als Kunstkritiker für die San Francisco Chronicle. Im selben Jahr wurde er Assistent („Assistant director“) am San Francisco Museum of Modern Art, wo er damit beauftragt wurde, eine Ausstellung des mexikanischen Malers Diego Rivera vorzubereiten. Infolgedessen lernte er Rivera und dessen Frau Frida Kahlo kennen, mit der Berggruen 1940 eine kurze intensive Affäre hatte, nach der er eigenen Angaben zufolge in jedem Interview gefragt wurde. Berggruen selbst datierte die Affäre irrtümlicherweise auf 1939, Frida Kahlo war jedoch erst nach der Ermordung Leo Trotzkis im August 1940 in San Francisco. Nach der Affäre mit Berggruen heiratete sie Rivera am 8. Dezember 1940 zum zweiten Mal.
„Gerade noch rechtzeitig“ gelang es Berggruen, seine Eltern ebenfalls zur Emigration zu bewegen. Diese verließen Deutschland im Mai 1939 auf der St. Louis. Ihre Flucht führte sie zunächst nach England. Erst 1942 konnte Berggruen sie in die USA holen. 1940 kaufte er in Chicago von einem deutschen Emigranten für 100 Dollar sein erstes Bild: ein Aquarell von Paul Klee, Perspective-Spuk. Es begleitete ihn 40 Jahre lang als Talisman.

### Paris ab 1947
Im Zweiten Weltkrieg kam er als Sergeant der United States Army nach Europa. Nach Ende des Krieges wurde er kurzzeitig Mitherausgeber der Kunstzeitschrift Heute in München, einer seiner Kollegen war Erich Kästner, den er auf Anhieb mochte. Die Mitarbeit bei Heute empfand er als den Höhepunkt seiner journalistischen Karriere. Kurz darauf veröffentlichte er mit Hilfe des Verlegers Heinrich Maria Ledig-Rowohlt seine Glossen unter dem Titel Angekreidet. Dieses Werk bezeichnet Berggruen als den „Schlussstein“ seiner journalistischen Laufbahn. Danach arbeitete er als Mitarbeiter bei der Kulturabteilung der UNESCO in Paris, wo er sich 1947 als Kunsthändler in der Rue de l’Université am linken Seine-Ufer niederließ. Wie er zum Kunsthändler wurde, konnte Berggruen im Nachhinein nicht genau beschreiben. Es sei, so gesehen, eine Reihe von Zufällen oder auch Schicksal gewesen. Als Schlüsselerlebnis zum Kunsthandel könne man den Kauf der Elles-Mappe mit elf Farb-Lithographien von Henri de Toulouse-Lautrec bezeichnen, die er später zum doppelten Preis wieder verkaufen konnte. Er begann den Kunsthandel ohne Kapital oder Sponsoren und verließ sich dabei ganz auf sein Gefühl für Qualität, seine Intuition und seinen Enthusiasmus. 1949 stellte der dadaistische Dichter Tristan Tzara ihn Pablo Picasso vor. Er gewann dessen Sympathie und wurde sein Händler und Freund. 1973 verzichtete er auf seine US-Staatsbürgerschaft und erwarb wieder die deutsche Staatsangehörigkeit. 1980 gab Berggruen seine Kunstgalerie auf, um sich auf den Aufbau einer eigenen Sammlung zu konzentrieren.
Heinz Berggruen sammelte vor allem Kunst von Pablo Picasso, Henri Matisse, Paul Klee, Paul Cézanne, Marc Chagall und Joan Miró, von denen er außer Klee und Cézanne alle persönlich kannte. Seinen Erfolg als Kunstsammler führte er auf seine bewusste Konzentration auf wenige Meister zurück. Er war mit dieser Sammeltätigkeit ebenso wie der französische Kunsthändler Ambroise Vollard wegbereitend für die Entwicklung der Kunst des 20. Jahrhunderts und entdeckte die Bedeutung der Scherenschnitte des reiferen Henri Matisse, für die sich seinerzeit niemand interessierte. Die Sammlung Berggruen gilt als eine der wichtigsten Sammlungen der Kunst des 20. Jahrhunderts.

### Rückkehr nach Berlin 1996

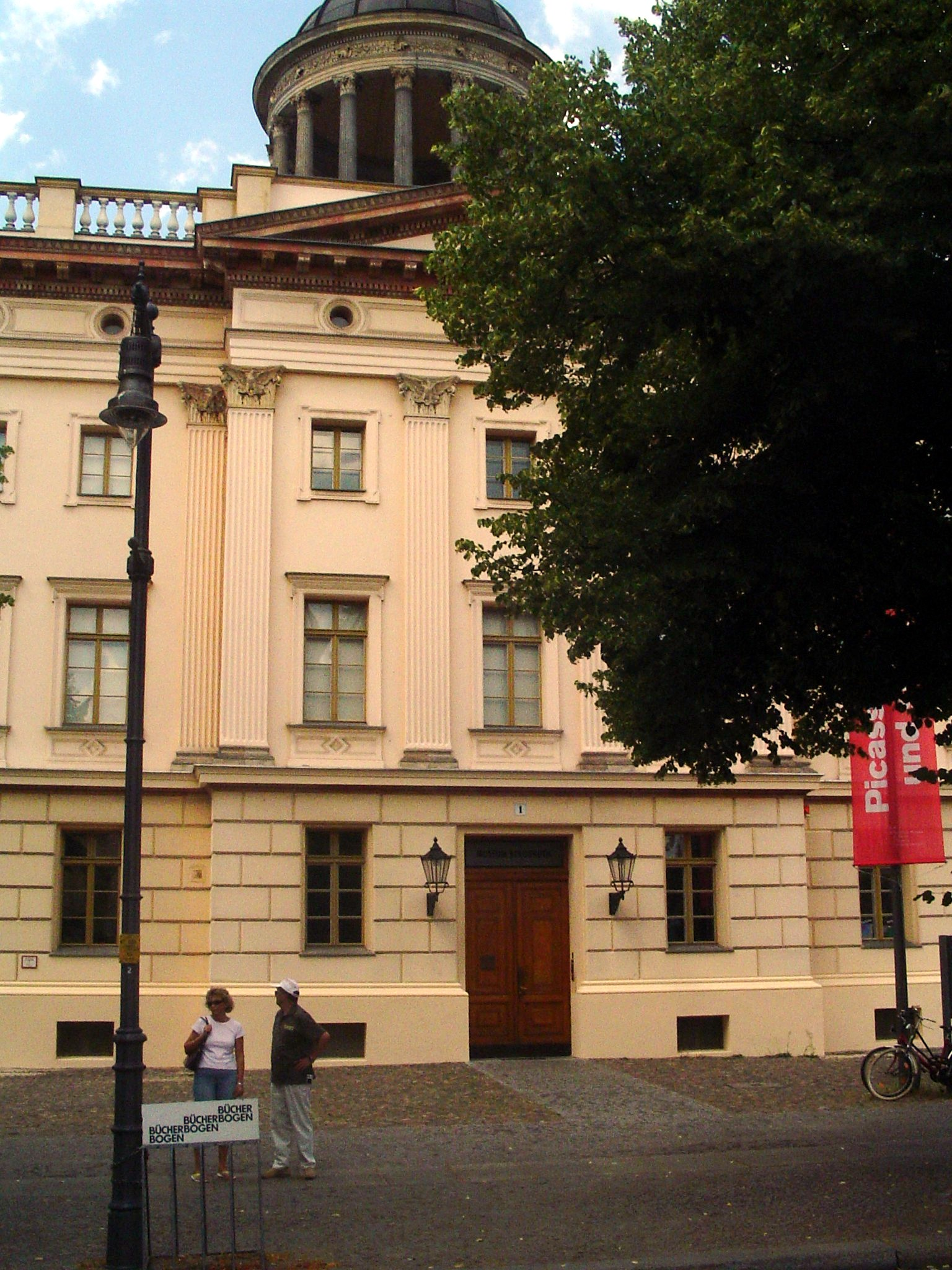
Museum Berggruen in Berlin

Im Januar 1991 trafen sich Berggruen und Wolf-Dieter Dube, der damalige Generaldirektor der Staatlichen Museen zu Berlin, bei der Eröffnung einer vorerst auf fünf Jahre befristeten Ausstellung der Berggruen-Sammlung in der Londoner National Gallery. Dube konnte Berggruen zu einem Besuch in Berlin bewegen, woraus sich schließlich Berggruens Rückkehr mit seiner Sammlung von 113 Meisterwerken nach Berlin im September 1996 konkretisierte. Dazu wurde ihm der eigens renovierte westliche Stülerbau gegenüber dem Schloss Charlottenburg, heute bekannt als Museum Berggruen, zur Verfügung gestellt. Kurz vor Weihnachten, am 21. Dezember 2000, verkaufte Berggruen seine auf 750 Mio. Euro geschätzte Sammlung an die Stiftung Preußischer Kulturbesitz für 126 Mio. Euro. Da die ursprüngliche Kaufsumme von 400 Mio. Mark nicht vollständig vom Bund (200 Mio.) und dem Land Berlin (50 Mio.) getragen werden konnte, hoffte Berggruen auf private Kunstfreunde, die diese Gemälde kauften und sie wieder der Sammlung zurückschenkten. Doch die Hoffnung trog, und so nahm er 2001 sieben Kunstwerke – fünf Cézannes und zwei Van Goghs – von der Übereignung aus, um seine Erben auszahlen zu können. Die Auktion bei Phillips de Pury & Company in New York City erzielte mit nur 64,7 Mio. Dollar ein „enttäuschendes Ergebnis“, die Schätzungen und die nicht öffentlich genannte Garantiesumme für Berggruen hatten bei über 120 Mio. Dollar gelegen.

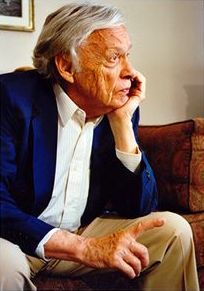
Heinz Berggruen, 2002

Heinz Berggruen lebte abwechselnd in seiner Pariser Wohnung am Jardin du Luxembourg, in der Schweiz und in seiner Geburtsstadt Berlin, direkt über den Ausstellungsräumen seiner Sammlung im Stülerbau in Charlottenburg.
Seinen Freund Helmut Newton konnte er dazu bewegen, dessen Fotosammlung ebenfalls seiner Heimatstadt anzuvertrauen.

### Familie
Sein Sohn aus erster Ehe, John Henry Berggruen (* 1943), wurde in San Francisco ebenfalls Kunsthändler. 1945 kam seine Tochter Helen zur Welt; im selben Jahr wurde seine Ehe geschieden. Helen Berggruen ist heute Malerin. Berggruen war ab 1959 in zweiter Ehe mit der Filmschauspielerin Bettina Moissi (1923–2023) verheiratet. Aus dieser Ehe gingen zwei Söhne hervor. Nicolas (* 1961) ist Gründer und geschäftsführender Inhaber der Berggruen Holdings, eines Firmenverbandes, der bislang über hundert langfristige Investitionen tätigte, am bekanntesten wurde der Erwerb der Karstadt Warenhaus GmbH, und verfügt über ein umfangreiches Immobilienportfolio in Berlin und Potsdam. Sein zweiter Sohn Olivier (* 1963) ist Kunsthistoriker, der 2002 in der Schirn Kunsthalle Frankfurt eine Ausstellung von Matisse-Scherenschnitten mit Werken aus der Sammlung seines Vaters kuratierte. Heinz Berggruen veröffentlichte in seinem letzten Lebensjahrzehnt erneut wie schon in den 1930er Jahren kleine Glossen im Feuilleton der Frankfurter Allgemeinen Zeitung. Diese Erinnerungen wurden in mehreren Editionen vom Wagenbach Verlag herausgegeben.

### Tod

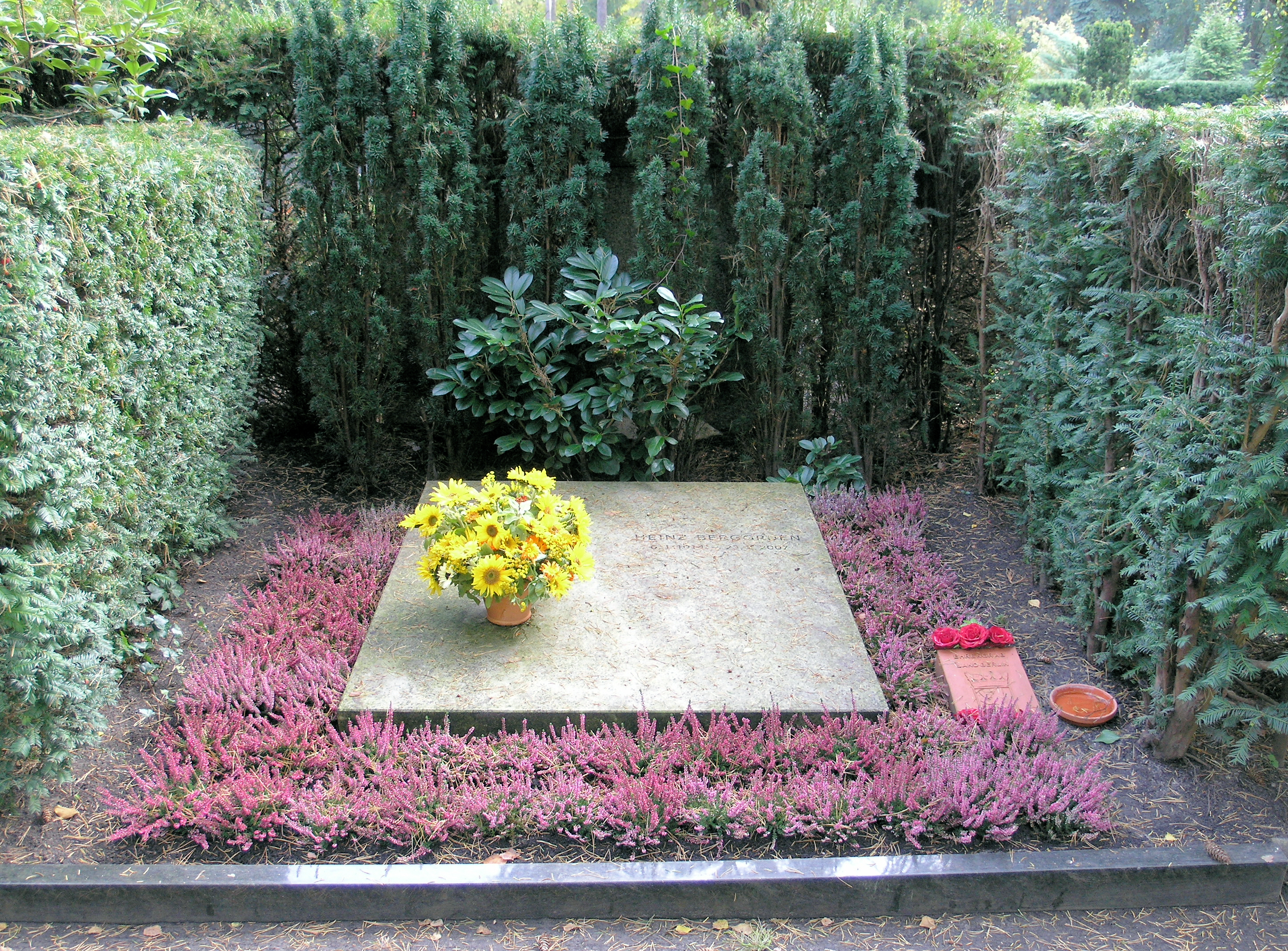
Ehrengrab, Hüttenweg 47, Berlin-Dahlem

Berggruen starb 2007 in Paris, wo er noch wenige Wochen zuvor seinen 93. Geburtstag gefeiert hatte. Auf eigenen Wunsch wurde er am 2. März 2007 auf dem Berliner Waldfriedhof Dahlem beigesetzt; dort wurde ihm ein Ehrengrab des Landes Berlin zuteil. An der Trauerfeier nahmen die höchsten staatlichen Repräsentanten und prominente Exponenten des Kulturlebens teil: unter anderem der damalige Bundespräsident Horst Köhler, Bundeskanzlerin Angela Merkel, der damalige Außenminister Frank-Walter Steinmeier, der ehemalige Kulturstaatsminister Michael Naumann, der damalige Präsident der Stiftung Preußischer Kulturbesitz, Klaus-Dieter Lehmann, und der Generaldirektor der Staatlichen Museen zu Berlin, Peter-Klaus Schuster, sowie Picasso-Enkelin Diana Widmaier Picasso, der französische Botschafter Claude Martin und der Kunstsammler Friedrich-Christian Flick.

## Ehrungen(Auszug)
Heinz Berggruen war ab 1971 Mitglied der französischen Ehrenlegion (ab 1986 Offizier, seit 2000 Kommandeur) und wurde am 10. Juni 2004 Ehrenbürger von Berlin.
- 1998: Ehrenmitglied der Bayerischen Akademie der Schönen Künste
- 1999: Nationalpreis der Deutschen Nationalstiftung
- 2000: Ehrendoktorwürde der Hochschule der Künste, Berlin, Fakultät Bildende Kunst[33]

- 2004: Großes Verdienstkreuz mit Stern und Schulterband des Verdienstordens der Bundesrepublik Deutschland
- 2005: Preis für Verständigung und Toleranz des Jüdischen Museums Berlin[34]
- 2008: Seit dem 1. August 2008 trägt ein zuvor nach Erich Hoepner benanntes Gymnasium in Berlin-Westend seinen Namen.[35][36] (Heinz-Berggruen-Gymnasium)

## Veröffentlichungen (Auswahl)
Kunstkataloge
- Diego Rivera: drawings and watercolors: From the collection of the San Francisco Museum of Art and the collection of the San Francisco Art Association in custody of the museum. Zusammen mit Diego Rivera. Hrsg.: San Francisco Museum of Art 1940. (Enthält u. a.: Rivera and California von Heinz Berggruen. S. 15–18)
- Klee aus New York. Hauptwerke der Sammlung Berggruen im Metropolitan Museum of Art. (Berlin-Charlottenburg, Stülerbau, Sammlung Berggruen 4. Juni–18. Oktober 1998), Staatliche Museen zu Berlin Preußischer Kulturbesitz. Mit Beiträgen von Heinz Berggruen, Olivier Berggruen, Sabine Rewald u. a. Katalog von Sabine Rewald. Ars Nicolai, Berlin 1998, ISBN 3-87584-712-1.

Erinnerungen
- Hauptweg und Nebenwege: Erinnerungen eines Kunstsammlers. Nicolai, Berlin 1996, ISBN 3-87584-597-8. (als Fischer TB 13853, Frankfurt am Main 1999, ISBN 3-596-13853-1)

Zeitgeschichtliche Betrachtungen, Reden und Glossen.
- 1935–1937: Kleine Abschiede. 1935–1937. Berlin, Kopenhagen, Kalifornien. Vorwort von Klaus Harpprecht. Transit, Berlin 2004, ISBN 3-88747-191-1.
- 1946–1947: Angekreidet: Ein Zeitbuch. Mit Zeichnungen von Jo R. von Kalckreuth. Rowohlt, Hamburg 1947; (Textteil unter Verwendung anderen Bildmaterials 1998 als Abendstunden in Demokratie. erschienen: s. u.)
- 1946–1947: Abendstunden in Demokratie. Mit 8 farb. Reprod. von Bildern Paul Klees aus der Sammlung Berggruen. Rowohlt, Berlin 1998, ISBN 3-87134-353-6.
- 1996–2000: Ein Berliner kehrt heim. Elf Reden (1996–2000). Fotos von Barbara Klemm. 3. erw. Aufl. Edition Bücherbogen, Berlin 2002, ISBN 3-9808272-0-8.
- Ein wunderbarer Cocktail. In: Martin Doerry (Hrsg.): Nirgendwo und überall zu Haus. Gespräche mit Überlebenden des Holocaust. Deutsche Verlags-Anstalt, München 2006, ISBN 3-421-04207-1, S. 88–97. (auch als CD)

Begegnungen mit Kunst und Künstlern
- Monsieur Picasso und Herr Schaften. Erinnerungsstücke. Wagenbach, Berlin 2001, ISBN 3-8031-1198-6.[37]
- Spielverderber, nicht alle: Betrachtungen. Wagenbach, Berlin 2003, ISBN 3-8031-1219-2.
- Giacometti und andere Freunde. Erinnerungsstücke, Portraits, Schnurren. Wagenbach, Berlin 2005, ISBN 3-8031-1233-8.

Lesungen/Audio
- Leben ist keine Kunst. Heinz Berggruen liest seine schönsten Geschichten. Verlag Klaus Wagenbach, Berlin 2006, ISBN 3-8031-4092-7. (Audio-CD, Laufzeit 73 Min.)

## Filme
- Kunstsammler Heinz Berggruen gestorben. RBB-Abendschau, 25. Februar 2007, 3:52 Min.
- Abschied von Heinz Berggruen. RBB-Abendschau, 2. März 2007, 2:00 Min.
- Bilder sind wie Drogen. Dokumentation, 15 Min., Produktion: RBB, Erstsendung: 26. Februar 2007
- Heinz Berggruen. Der Kunstsammler. Dokumentation für das Goethe-Institut 2004, 45 Minuten. Autor und Regie: Ralf Gierkes, Lux Filmproduktion Aachen
- Heinz Berggruen. Mein Leben – Ma vie. Dokumentation, 43 Min., ein Film von Felix Schmidt, Diane von Wrede, Produktion: arte, Erstsendung: 4. September 2004, Inhaltsangabe in: Die Welt

Gespräche
- Mal ehrlich, … Heinz Berggruen. Gespräch mit Anne Will und Andreas Schneider, Produktion: SFB, Erstsendung: 22. Januar 1999, 40 Min.
- Günter Gaus im Gespräch mit Heinz Berggruen. Produktion: SFB, Erstsendung: 17. August 1996, 30 Min. → Transkript: „Ich bin ein »Heinz im Glück«“, RBB